# 大花阔蕊兰
大花阔蕊兰（学名：Peristylus constrictus）为兰科阔蕊兰属下的一个种。

## 扩展阅读
- 維基物種上的相關：大花阔蕊兰